# Кабаченко Віктор Петрович
Кабаченко Віктор Петрович (2 січня 1955, Херсон — 27 квітня 2009) — український кінооператор.

## Біографія
Закінчив Київський державний інститут театрального мистецтва ім. І. Карпенка-Карого, факультут кінооператорства, майстерня С. Шахбазяна (1976).
З 1976 р. працював на Одеській кіностудії, з 1996 р. — на телеканалі «1+1».
Член Гільдії кінооператорів і Національної спілки кінематографістів України.
Помер в ніч з 26 на 27 квітня 2009 року.
Сім'я
- Дружина: Світлана Зінов'єва — кінооператорка, продюсерка-документалістка
- Донька: Олександра Бузько

## Вибрана фільмографія
- «Пауза» (1970, к/м,)
- «Струни для гавайської гітари» (1977)
- «Друге народження» (1978, т/ф)
- «Депутатська година» (1979)
- «Колесо історії» (1981)
- «Час для роздумів» (1982, у співавт. з С. Зінов'євою)
- «Поїзд поза розкладом» (1985, у співавт. з В. Панковим)
- «Всього один поворот» (1986)
- «Колір кориди» (1987)
- «Астенічний синдром» (1989)
- «До Альдебарану!» (1989, к/м, у співавт.)
- «Осіння історія» (1990)
- «Родимка» (1991, к/м, у співавт. з С. Зінов'євою)
- «Порт» (1991, к/м)
- «Спілка одноногих» (1992, у співавт. С. Зінов'євою)
- «Сон в літню ніч» (1995, док. фільм;; Гран-прі фест. «Оксамитовий сезон-95» за найкращу операторську роботу; Диплом за найкращий фільм про художників «Оксамитовий сезон-95»)
- «Святе сімейство» (2000, док. фільм)
- «Вілен Калюта. Реальний світ» (2002, док. фільм; Диплом МКФ «Золотий вітязь-2002»; Приз за найкращу операторську роботу «Оксамитовий сезон 2002»)
- «Війна — український рахунок» (2002, док/ф, 9 с., у співавт. з М. Мандричем)
- «На болотах» (2003, док. фільм)
- «Люди Майдану/People from Maydan. NEVSEREMOS!» (2005, док. фільм; у співавт. з М. Гончаренком, Б. Вержбицьким)
- «Крила метелика» (2008, у співавт.) та ін.

## Нагороди
- 1978 — Приз за операторську роботу МКФ «Молодість» («Струни для гавайської гітари»)
- 1981 — Приз держкіно УРСР МКФ «Молодість» («Час для роздумів»)